# Aldus Manutius

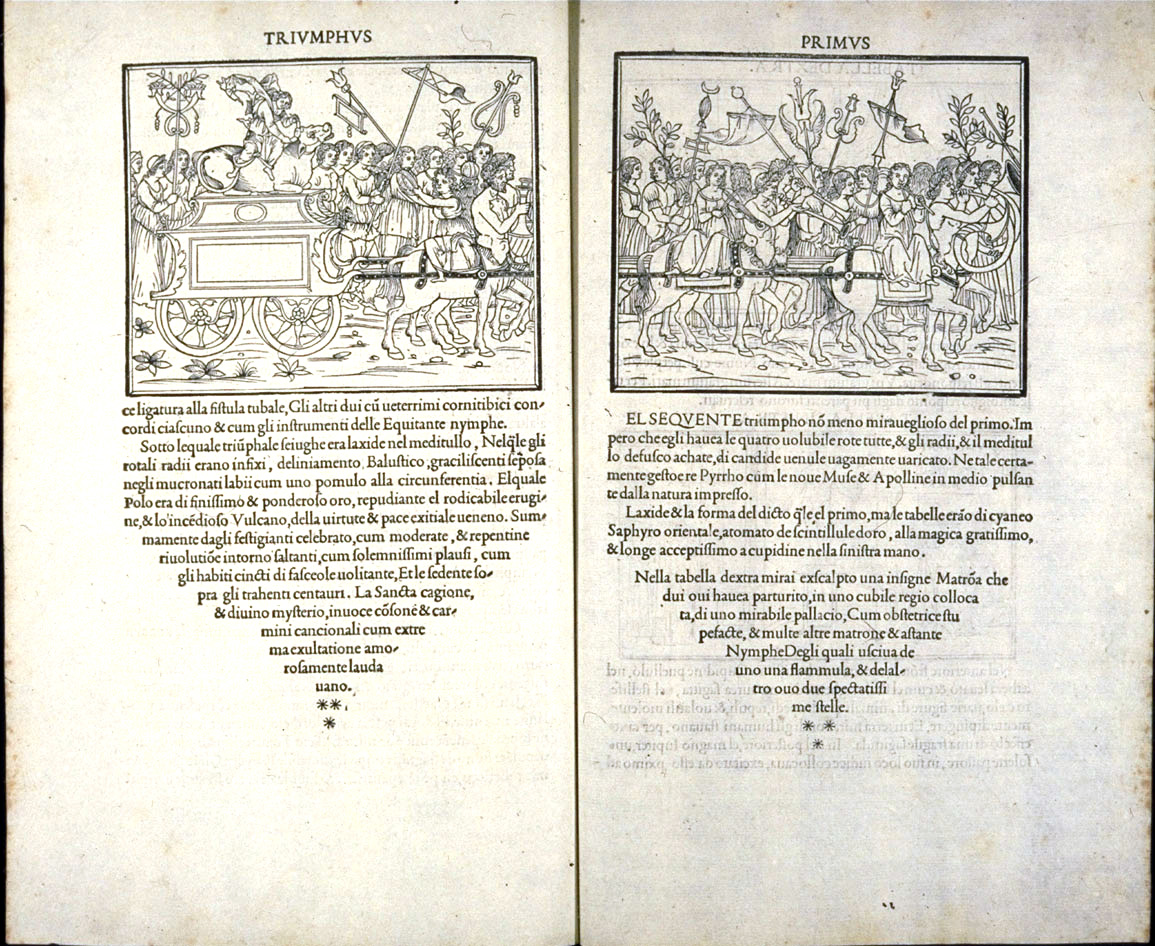
Ett uppslag ur Hypnerotomachia Poliphili, ett verk som brukar hållas för renässansens vackraste tryck, utfördes av Aldus Manutius.

Aldus Pius Manutius, Aldo Pio Manuzzi eller Teobaldo Mannucci, född 1450, död 6 februari 1515, var en italiensk boktryckare, verksam i Venedig. Han anses vara fader till typsnittet Medievalantikva, och han uppfann semikolonet. Han blev också stamfader för den venezianska boktryckarsläkten Manutius.

## Biografi
Med understöd av två furstar av Carpi startade Aldus Manutius ett tryckeri i Venedig år 1489. Han leddes av sin starka önskan att bevara den nyupptäckta antika, särskilt grekiska, litteraturen åt eftervärlden, som då endast fanns som handskrifter och därför riskerade att förloras, eftersom handskrifter är svåra att bevara från naturliga skador och förstörelse.
Inom bara några få år framstod Manutius som den yppersta boktryckare och förläggare. Han underhöll i sitt hem en hel akademi av lärda män, mest infödda greker, för en noggrann revision av texterna. 
Om tryckets skönhet vinnlade han sig i sällsynt grad. Han lät utarbeta flera olika, smakfulla arter av grekiska, latinska och hebreiska typer, förbättrade antikvastilen och uppfann kursiven. Även införandet av oktavformat var en åtgärd av Manutius. I synnerhet hans pergamentstryck är smakfullt utstyrda. 28 värdefulla editiones principes (från gamla manuskript) av grekiska författare, utgivna 1494–1514, samt åtskilliga lika utmärkta utgåvor av latinska och italienska klassiker vittnar om hans arbete. Han utgav även en rad billiga fickupplagor. Manutius verksamhet hämmades mycket av svåra krig, strejker och bedrägliga eftertryck, och han var ganska fattig vid sin död. Flera grammatiska arbeten på latin är frukter av hans skriftställarverksamhet.
Några av de mest kända trycken av Manutius är Hypnerotomachia Poliphili (1499), De Aetna av Pietro Bembo (1496), Divina Commedia (1502), och samlingsverket Precursori della Biblioteca Greca. Han utgav därtill verk av bland andra Aristoteles, Aristofanes, Thukydides, Sofokles, Herodotos, Xenofon, Euripides, Demosthenes och Platon.